# الصفيحة الصومالية

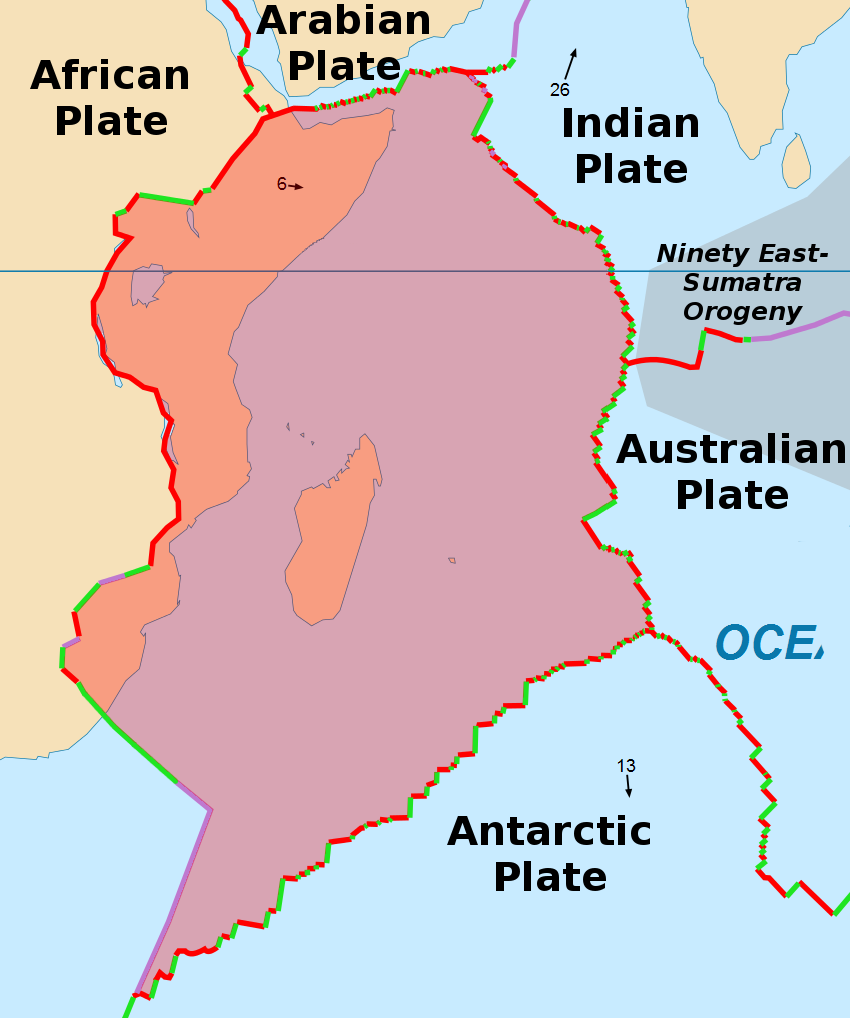
الصفيحة الصومالية

الصفيحة الصومالية (بالإنجليزية: Somali Plate)‏ ومعروفة علميا أيضا بـ Somalian Plate أو Somali Sub-Plate، هي إحدى الصفائح التكتونية الفرعية المكونة حديثا عن الأصل الأفريقي (الصفيحة الأفريقية) على زمن ما بين 10 إلى 60 مليون سنة تحت تأثير عوامل صدع شرق إفريقيا، حيث أن الصدع فصل الصفيحة الأفريقية إلى شقين ويسمى الشق الغربي منها بالصفيحة النوبية.

## المعلومات العامة للصفيحة
- النوع: فرعية
- الأصل: الصفيحة الأفريقية
- المساحة: 16,700,000 كم2[2]
- اتجاه الحركة: جنوب شرق
- ارتباط: شرق افريقيا، مدغشقر، المحيط الهندي

## الحدود
يحد الصفيحة الصومالية بدئا من الشمال حتى وسط الجنوب الغربي الصفيحة الأفريقية التي هي أصل الصفيحة الصومالية، ومن الجهة الشمالية يحدها الصفيحة العربية والتي هي أيضا تعود للأصل الإفريقي كالصومالية وهذا الحد يكون من الجزء المحيطي منها.
اما من الجانب الشرقي فيحدها الصفيحة الهندية الأسترالية (على أساس أن الجزء الهندي منها شمالا والأسترالي جنوبا) ويحدث تقارب بين الصفيحتين في الجزء المحيطي في كليهما، ويحدها جنوبا الصفيحة القطبية الجنوبية ويحدث بينهما أيضا تقارب ولكن بسيط نسبيا.

## جيولوجية المنطقة
على وجه العموم، فإن الصفيحة الإفريقية تتصدع في المنطقة الداخلية الشرقية على طول صدع شمال إفريقيا. وتفصل منطقة الصدع هذه الصفيحة النوبية في الغرب عن الصفيحة الصومالية في الشرق. وتقترح إحدى الفرضيات وجود نقاط دثار تحت منطقة أفار، بينما تؤكد فرضية معارضة أن التصدع هو مجرد منطقة ضعف شديد حيثما تتشوه الصفيحة الإفريقية لأن الصفائح الموجودة في شرقها تتحرك بسرعة نحو الشمال.

## تأريخ تكتونية الصفيحة

صورة توضح فالق شرق افريقيا

تعتبر الحركات التكتونية العامة لها اتصال بتكوين خليج عدن (متجهة شرقا من الغرب) وتظهر أثارها في اتجاه فالق البحر الأحمر من الشمال الغربي إلى الجنوب الشرقي في الأراضي الصومالية.
- يوجد حركات تكتونية أرضية اخترقت الرواسب المكونة في العصر الجوراسي في الأجزاء الوسطى من الصومال، ويحتمل أن يكون قد تبعها انكسارات في أوائل العصر الكرتاسي. وخلال هذين العصرين تتابعت عوامل التعرية الجوية والبحرية.[4]

ومن المحتمل أيضا أن يكون البحر الأيوسيني قد غطى البلاد كلها عدا منطقة بوراما في الصومال، فخلال عصر الأيوسين تراجع البحر في اتجاه شمالي شرقي، ثم عاد مرة أخرى فغطى الأجزاء الجنوبية الغربية في عصر الأيوسين الأوسط.
- الانكسار الكبير الذي رفع حافات خليج عدن (الأخدود الإفريقي العظيم وغيره) تبعه اندفاعات في صخور الأيوسين الأوسط نتيجة لحركة رفع من أسفل إلى أعلى لنطاق الجبال الرئيسية في الإقليم الشمالي، غير ان هذه الارتفاعات تعرضت للتشقق والانكسارات في مناطق الضعف حيث الانخفاض الحوضي الذي تكون في العصر الجوارسي، وكان خط الانكسار على طول انكاهور وايشه ووريج ونوجال (شمالي غربي-جنوبي شرقي).
- في جنوب انكاهور حدثت حركة رفع باطنية أظهرت سلاسل الجبال التي تمثل منطقة الاتصال لجبال الهيلز عبر قمة ايشه، وذلك إلى الشمال من هضبة هرر، وكذلك الحال لجبل جوليس المرتفع وإلى الجنوب يوجد عدد من الانكسارات قد يكون ذلك لاندفاع الصخور الجافة في عصر الأيوسين الأوسط التي ترجع إلى حركة رفع حدثيت في الجنوب.
- تعتبر آخر حركة تكتونية حدثت في عصر الميوسين ونتج عنها ظهور الشعاب المرجانية، وارتفاع الصخور إلى نحو ألف قدم فوق سطح البحر، مما أدى إلى ارتفاع مصبات الأنهار، وتآكل المدرجات الحصوية، وكسح السهول البازلتية أي إزالتها، وما زال أثر الارتفاع في زيلع وجيبوتي ممثلا في الصخور المرجانية، فأية حركة رفع مهما كانت بسيطة لا بد أن يتبعها نشاط للتعرية وتغير في النظم المائية للأنهار.[4]

## روابط خارجية
- africa arabia plate weebly
- بحث مقدم في جامعة أكسفورد
- موقع باسمنت جيوغرافر